# Sunday favorite MUSIC
『Sunday favorite MUSIC』（サンデー・フェイヴァリット・ミュージック）は、FM長野で2020年4月5日から2024年3月31まで毎週日曜日18:00 - 18:55に放送していたラジオ番組。

## 番組概要
毎週異なったテーマがあり、 誰もが知っているであろう懐かしの音楽を様々なジャンルの中から選曲する。 “More Music Less Talk”のもと、楽曲を中心にフルコーラスで放送する。
選曲プログラムに関しては洋楽と邦楽が完全にランダムだが、すべて高音質でフルコーラスなので根強いファンが多い。
2021年3月までは1970年代と1980年代の曲に絞って放送していたが、2021年4月からはさらに1990年代の曲まで巾を広げて放送している。

## パーソナリティ
- 木河淳 (DJ Bobby)